# Incidentul armat de la Vicovu de Sus din 1-3 iulie 1940
Incidentul armat de la Vicovu de Sus din perioada 1-3 iulie 1940 a fost o acțiune militară individuală desfășurată la nord de localitatea Vicovu de Sus pe șoseaua Ciudei-Vicov, pe teritoriul Județul Storojineț de către Batalionul 3 din Regimentul 16 Infanterie al Diviziei 7 Infanterie, aflat sub comanda maiorului Valeriu Carp – până la crearea Comisiei mixte româno-sovietice, împotriva trupelor sovietice care se apropiau de linia de demarcație impusă Regatului României prin ultimatumul din 26 iunie 1940. Ca urmare a acestei acțiuni, a fost asigurată acoperirea zonei Gurii Putnei
„De aici nu ne mai retragem, peste Putna nu se trece. Mergeți la unități și organizați-vă poziții de apărare, și dacă rușii mai înaintează un pas, din ordinul meu și pe a mea răspundere, deschideți focul”—Valeriu Carp la 1 iulie 1940, conform memoriilor de război ale colonelui Ioan Ambrosă
În contextul evacuării și cedării oficiale a Basarabiei, a Bucovinei de Nord și a ținutului Herța către statul sovietic, această acțiune și-a adus contribuția la menținerea teritoriul aflat la sud de râul Suceava, în interiorul noii granițe a Regatului României.

## Context
În contextul evacuării teritoriilor basarabean și nord-bucovinean de către Armata României începând cu data de 28 iunie ca urmare a ultimatumului sovietic, în dimineața zilei de 28 iunie 1940, Marele Stat Major român a emis dispoziții conform cărora trupele românești trebuiau să nu deschidă focul asupra trupelor sovietice și să nu reacționeze la provocările acestora, iar comandanților li s-a cerut să intre în contact cu trupele sovietice.
Coloane lungi de mai mulți kilometri de militari români au început să se retragă din Bucovina de Nord, spre noua frontieră, cu trupele sovietice aflate la un pas în urmă sau ocupând în prezența trupelor române unele localități. Mai mult, sovieticii nu au respectat nici măcar noua linie de frontieră impusă tot de ei, depășind-o și înaintând în adâncimea teritoriului – cum s-a întîmplat în Ținutul Herța.
La data de 1 iulie s-a constituit sub conducerea colonelului Eugen Mirculescu, aflat la comanda Brigăzii 7 Infanterie, comisia mixtă româno-rusă care urma să stabilescă  în zonă, traseul exact al frontierei. Aceasta însă își va începe lucrările de abia la data de 3 iulie.

## Incidentul

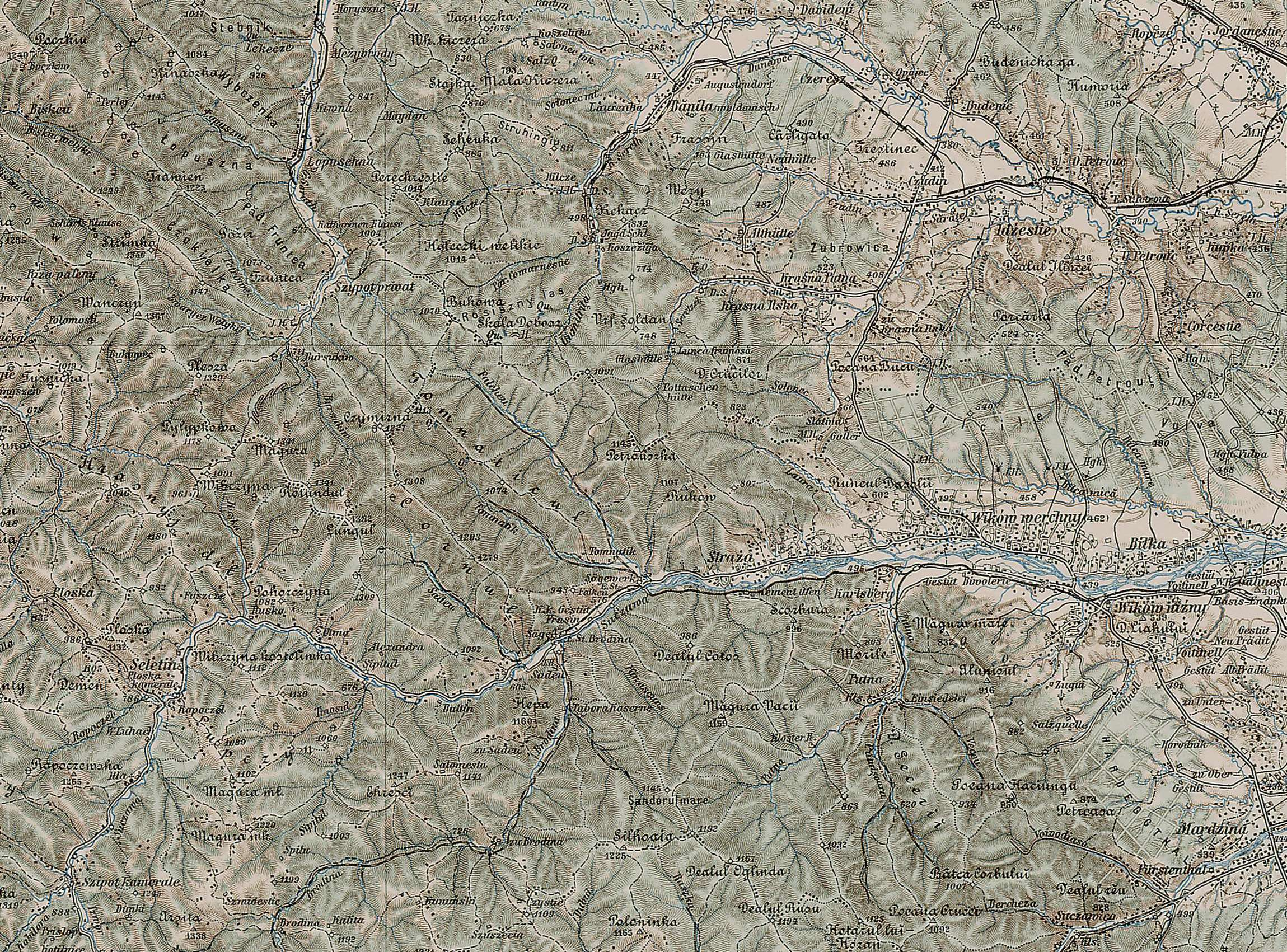
Punctele de interes din arealul geografic bucovinean:văile Sucevei și Putnei, alături de șoseaua Ciudei-Vicov (aici pe o hartă din 1916)

În lipsa unui ordin venit pe linie ierarhică de la Ministrul de Război – care să precizeze atitudinea de adoptat în fața înaintării ruse, Divizia 7 Infanterie din Armata Regală Română – aflată printre marile unități care se retrăgeau din Bucovina de Nord, a continuat retragerea.
La data de 1 iunie, aflat în ariergarda Diviziei 7 Infanterie, maiorul Valeriu Carp – comandantul Batalionului 3 din Regimentul 16 Infanterie a dispus însă din proprie inițiativă oprirea retragerii în momentul în care soldații i-au transmis „- Se vede Putna !”. Cu de la sine putere a ordonat apoi ofițerilor batalionului să se organizeze pe poziții de apărare și, dacă rușii mai înaintează, să deschidă focul. Batalionul său a ocupat astfel – conform rapoartelor Diviziei 7 Infanterie „fără ordin”, o poziție defensivă  la nord de Vicovu de Sus la intrarea în țară după noua graniță, pe șoseaua Ciudei - Vicov. La acel moment, restul diviziei era deja regrupat în sudul noii frontiere. Dinspre nord se apropiau trupele ruse, iar partizani sovietici îmbrăcați în uniforme românești deschideau focul din apropierea pozițiilor trupelor române.
Maiorul și-a informat totuși superiorii ierarhici despre instalarea batalionului pe poziție și în aceeași zi a primit ordinul de a se retrage în cazul unui atac inamic la sudul râului Suceava și de a arunca în aer podul de la Vicovu de Sus.
În spatele său la data de 30 iunie se constituise din Regimentul 37 Infanterie, Batalionul Divizionar 7 Mitraliere și Regimentul 8 Artilerie – cu misiunea de a închide valea Putnei și de a interzice pătrunderea rușilor, Gruparea Tactică Putna, dar la ora 22 a zilei de 1 iulie un ordin venit de la comandamentul Armatei a 3-a, a precizat că soldații români nu aveau voie să deschidă focul chiar dacă rușii încălcau înțelegerile cu ofițerii români cu care se aflau în contact și înaintau spre pozițiile trupelor române. Tot în aceeași seara, Gruparea Tactică Putna a primit ordinul a a abandadona poziția  sa de la Gura Putnei și de a se regrupa în zonă spre diverse bifurcații de drumuri, „de evacuare înapoi”. Dat fiind că un atac sovietic era previzibil, pe 2 iulie la ora 23.30, un ordin al Corpului 10 Armată a indicat ca podurile de peste Suceava să fie distruse. De asemenea, la data de 3 iulie la ora 21 un alt ordin a indicat trupelor române să pregătească apărarea antitanc, să instaleze pe diverse drumuri aflate la sud de râul Suceava baricade  și să mineze terenul (inclusiv la sud de podul de la Vicovu de Sus).
În acest context dificil, în perioada 1-3 iulie șapte delegații sovietice au presat Batalionul 3 Infanterie să se retragă, ceea ce ar fi însemnat că accesul pe șoseaua care ducea spre România, să fie liber. Subunitatea însă a rezistat chiar pe noua graniță aflată la nord de Vicovul de Sus. În acest context, cu toate că ordinul anterior interzisese deschiderea focului împotriva trupelor ruse, există date care susțin că militarii batalionului, tocmai asta ar fi făcut. Astfel, conform unui raport oficial al Corpului 10 Armată semnat de generalul Constantinescu, ce era comandantul acestuia, batalionul comandat de către Carp a ocupat o poziție defensivă și a stopat înaintarea trupelor sovietice, precum și a formațiunilor de partizani. De asemenea, conducătorii grupelor de partizani au fost capturați de soldații lui Carp și împușcați pe loc.
De abia la data de 4 iulie, Batalionul 3 Infanterie s-a repliat pe aliniamentul râului Suceava, pentru a face joncțiunea cu restul Regimentul 16 Infanterie, unitate care a preluat cu începere de la ora 16.00 a aceleiași zile, controlul podurilor și drumurilor din acel perimetru.

## Susținere istorică; in memoriam
Potrivit faptelor sale, ulterior maiorul Valeriu Carp a fost citat prin Ordin de zi, pe întreg Corpul 10 Armată.
În 1999 veteranul de război și fostul locotenent din subordinea maiorului Carp - Mihai Ambrosă, devenit între timp colonel în rezervă și Cavaler al Ordinului „Mihai Viteazul”, în memoriile sale a relatat odiseea maiorului Carp. Incidentul este astfel consemnat de Ambrosă în cartea „Cavaler al Ordinului Mihai Viteazul”, publicată în 1999, unde este descris modul în care Valeriu Carp a luat în anul 1940 pe propria răspundere hotărârea de a opri retragerea din fața inamicului pentru a rezista, conștient fiind că Mănăstirea Putna se află la o mică distanță în spatele său.
De asemenea, conform ziaristului Dan Gheorghe, există în memoria colectivă a oamenilor din satele bucovinene un moment din anul 1940, în care pe granița de nord românii s-au bătut cu rușii care veneau spre Putna, iar numele maiorului Carp este cunoscut aflat fiind în relație cu acel moment.

## Neclarități
Din raportul oficial al Corpului 10 Armată nu reiese în mod clar dacă au avut loc într-adevăr confruntări cu sovieticii.
Conform istoricului Petru Grior, director al Cercetări Istorice din Cernăuți, baza documentară a evenimentului descris este precară, dar acesta a avut totuși loc, fiind necesare apelul la memoria colectivă și studii aprofundate. O susținere pentru afirmațiile lui Grior a venit de la directorul Liceului „Ștefan cel Mare” din Ropcea, care a afirmat că oamenii din Crasna mai au încă amintiri despre acest eveniment și despre decizia de a susține inițiativa ofițerilor români.